# Heisenberg-Gesellschaft
Die Heisenberg-Gesellschaft ist ein eingetragener gemeinnütziger Verein, der zum Ziel hat, des Werkes des Physikers und Nobelpreisträgers Werner Heisenberg zu gedenken und es lebendig zu erhalten und aktuelle Themen der Physik, die im Zusammenhang mit seinem Werk stehen, zu vermitteln. Vorsitzender des Vereins ist der Astroteilchenphysiker Johannes Blümer.

## Aufgaben und Tätigkeiten
Am 7. Dezember 2012 gründete eine kleine Gruppe ehemaliger Heisenberg-Schüler, Freunde und Kollegen in München die Heisenberg-Gesellschaft. Gründungsvorsitzender ist der Physiker Konrad Kleinknecht. Neben der Pflege des Andenkens an Heisenberg ist das erklärte Ziel die Wissensvermittlung insbesondere auf dem Gebiet der Quantenphysik. Zu diesem Zweck veranstaltet der Verein regelmäßig Workshops und publiziert Monografien.

## Veröffentlichungen
Im S. Hirzel Verlag erscheinen jährlich in der Schriftenreihe Quanten Vorträge zu naturwissenschaftlichen und philosophischen Fragen im Zusammenhang mit Heisenbergs Werk aus der Mitgliederversammlung der Heisenberg-Gesellschaft.